# Hepiopelmus flavomaculatus
Hepiopelmus flavomaculatus là một loài tò vò trong họ Ichneumonidae.